# Microlepidoptera
 (novembre 2018).
Si vous disposez d'ouvrages ou d'articles de référence ou si vous connaissez des sites web de qualité traitant du thème abordé ici, merci de compléter l'article en donnant les références utiles à sa vérifiabilité et en les liant à la section « Notes et références ».
Ce taxon est aujourd'hui obsolète.
Sous-ordre
Les Microlepidoptera (les microlépidoptères) sont un regroupement traditionnel et artificiel de lépidoptères qui était parfois classé comme sous-ordre. Il réunissait des papillons qui n'avaient en commun que le fait d'être petits ou très petits, par opposition aux macrolépidoptères. Ce groupe n'est pas reconnu comme valide dans les classifications actuelles.

## Liste des super-familles
Il était classique de le diviser en plusieurs super-familles[réf. souhaitée] :
- Carposinoidea
- Gelechioidea
- Incurvarioidea
- Nepticuloidea
- Pyraloidea
- Tineoidea
- Tortricoidea
- Yponomeutoidea
- Zygaenoidea